# Хольмстон-Смысловский, Борис Алексеевич
Бори́с Алексе́евич Смысло́вский (псевдонимы: фон Регенау, А́ртур Хо́льмстон, в историографии чаще всего упоминается как Хо́льмстон-Смысло́вский; 21 ноября (3 декабря) 1897, Териоки, Великое княжество Финляндское, Российская империя — 5 сентября 1988, Вадуц, Лихтенштейн) — белый эмигрант, штатный сотрудник Абвера, к концу войны руководил 1-й Русской национальной армией, созданной на территории Германии из русских эмигрантов и советских военнопленных, и входившей в состав Вермахта.

## Биография

### Происхождение
Происходил из дворянского рода, его прадед Павел Яковлевич Смысловский (ок. 1806 — ?) — уроженец Слуцка. Борис Смысловский был старшим из семи детей подполковника Алексея Смысловского (1874—1935) и Елены Малаховой (1875—1968), дочери командира Гренадерского корпуса генерала от кавалерии Малахова.
Окончил 1-й Московский Императрицы Екатерины Второй кадетский корпус вице-фельдфебелем. После окончания Михайловского артиллерийского училища в звании прапорщика поступил в войска, и с 1 ноября 1915 года воевал на фронте в составе 2-й батареи Лейб-гвардии 3-й артиллерийской бригады. Офицер Русской императорской армии.
По воспоминаниям полковника Генерального штаба Ряснянского: «Во время Первой мировой войны он был на фронте очень мало и быстро „устроился“ в штаб Гвардейского корпуса при своём дяде инспекторе артиллерии…». Однако ряд специалистов по исследованию биографии Смысловского считают эти свидетельства клеветническими: «На самом деле Смысловский доблестно воевал на фронте в составе 2-й батареи Лейб-гвардии 3-й артиллерийской бригады. За участие в боях он был награждён орденом Св. Анны 4-й степени „За храбрость“. Особенностью этой награды являлось то, что офицеры носили её на эфесе своего холодного оружия. Награждённые получали право носить на своей сабле и темляк из ленты ордена Св. Анны. Смысловский был также награждён орденом Св. Станислава 3-й степени с мечами и бантом, орденом Св. Анны 3-й степени с мечами и бантом и орденом Св. Владимира 4-й степени с мечами и бантом. Конечно же, награды достались молодому подпоручику непросто: он был несколько раз контужен».
Во второй половине 1916 года хорошо себя проявивший Смысловский был переведён на штабную должность. В конце 1916 года получил направление на ускоренные курсы штабных работников, открытые при Николаевской академии Генерального штаба в Петрограде. Окончить обучение ему помешала Февральская революция, он отправился из столицы на фронт.

### После Октябрьской революции 1917
В конце 1917 года Смысловский покинул фронт и перебрался в Москву, где принял участие в боях на Арбате. 1 ноября 1917 года он получил контузию и ранение в ногу. Раненый, он скрывался некоторое время на квартире у своего двоюродного дяди хирурга Стеблин-Каменского, который прооперировал его в домашних условиях. В дальнейшем по одной из версий, высказанной в интервью журналисту Генри Винсенту Новаку, Смысловский рассказал, что в 1918 году успел послужить в рядах РККА, куда был принят на службу по протекции своего дяди — Евгения Константиновича Смысловского. Впоследствии перешёл на сторону «белых» и воевал младшим офицером в батарее лейб-гвардии 3-й артиллерийский бригады Вооружённых сил юга России (ВСЮР). 
Однако версию о службе в РККА до перехода на сторону «белых» некоторые специалисты подвергают сомнению. Возможно, Смысловский не служил в РККА, а примкнул к организации Бориса Савинкова — Союзу Защиты Родины и Свободы (СЗРиС) и стал членом конспиративной группы Лейб-гвардии капитана Преображенского полка Смирнова. По воспоминаниям полковника Ряснянского, во время Бредовского похода Б. А. Смысловский с двумя приятелями был арестован за нарушение воинской дисциплины, а затем и вовсе сбежал с ними в Польшу, однако и эти свидетельства С. Н. Ряснянского историками подвергаются сомнению. 
По окончании Бредовского похода по согласованию с польским командованием до конца февраля добровольцы занимали самостоятельный участок фронта, однако позже были разоружены и помещены в лагеря. Осенью 1920 года поступил на службу в 3-ю Русскую армию, где стал сотрудником оперативного отдела в армейском штабе. Через некоторое время Б. А. Смысловского назначили на должность начальника разведывательного отделения.
В октябре 1920 года в составе частей 3-й Русской армии был переброшен на территорию Украины, где она действовала вместе с армией УНР против 4-й и 16-й красных армий. 3-я Русская армия сначала добилась успеха, однако впоследствии понесла тяжёлые потери и отступила обратно на территорию Польши. Смысловский вместе с другими офицерами был уволен, однако остался в Польше и получил её гражданство.

### Жизнь в эмиграции
В 1920-х годах Смысловский обосновался в Варшаве, где между двумя мировыми войнами проживало несколько десятков тысяч русских эмигрантов. Материальное положение семьи Бориса Алексеевича было тяжёлым. Ему постоянно приходилось искать работу, чтобы прокормить жену и маленькую дочь. В середине 1920-х годов он отправился в вольный город Данциг, где окончил немецкий Политехнический институт по специальности «механическая обработка дерева», получив диплом инженера-практика, после чего возвратился в Варшаву и стал работать торговым агентом и предпринимателем в области деревообрабатывающей индустрии, трудился на одной из мебельных фабрик в пригороде польской столицы.
Впоследствии эмигрировал в Веймарскую Германию. Поступил на службу в германскую армию. С 1928 по 1932 годы учился на разведывательных курсах при Войсковом управлении Рейхсвера (Truppenamt). В 1936 году Державным Святилищем Устава Мемфис-Мицраим Франции был назначен «Великим Советником Устава» для «Великого Мистического Храма Польши».

### Участие во Второй мировой войне
Во время Второй мировой войны принял активное участие в формировании русских добровольческих частей. Считал, что немцы могут способствовать восстановлению России: 
Победа Германских армий должна привести нас в Москву и постепенно передать власть в наши руки. Немцам, даже после частичного разгрома советской России, долго придётся воевать против англо-саксонского мира. Время будет работать в нашу пользу, и им будет не до нас. Наше значение, как союзника, будет возрастать, и мы получим полную свободу политического действия.
В июле 1941 года сформировал на северном участке Восточного фронта русский батальон. В последующем батальон превратился в «Особую дивизию R» под командованием фон Регенау (псевдоним Б. А. Смысловского). В сентябре 1941 года немцы разрешили сформировать самостоятельную воинскую часть из эмигрантов — «Особый штаб Р» («Р» от слова «Россия», Sonderstab R). Первоначально этот штаб назывался «Учебным батальоном по борьбе с врагом и разведкой» (Lehrbatallion für Feind-Abwehr und Nachtichtendienst). К моменту прибытия в Особый штаб Г. С. Околовича Б. А. Смысловский в сотрудничестве со штабом Абвера «Валли» подготовил уже более пяти тысяч агентов для заброски в тыл РККА. Б. А. Смысловский и Г. С. Околович гордились тем, что задолго до генерала Власова с его РОА немцы разрешили сотрудникам Особого штаба носить на рукавах шевроны с русским дореволюционным бело-сине-красным флагом. Сам Б. А. Смысловский в 1942 году был уже майором Абвера. Контрразведку в особом штабе (замаскированном под строительную роту) возглалял эмигрант Владимир Бондаревский, который в 1930-е годы был главой Всероссийской фашистской партии в Польше. Пропагандой у Б. А. Смысловского ведал глава отделения НТС в Польше, уже упоминавшийся Александр Вюрглер, имевший очень большое влияние на Б. А. Смысловского. С 1942 года Б. А. Смысловский готовил также кадры для борьбы против партизанского движения в Белоруссии.
Никогда не сотрудничал с генералом Власовым, поскольку не разделял, ни его взглядов, ни его плана действий, однако лично встречался с ним три раза, в основном по заданию немецкого Генерального штаба.
В 1943 году Хольмстон-Смысловскому был присвоен чин полковника, что дало ему право игнорировать требование некоторых немецких командиров о том, чтобы дивизия оставалась просто разведывательной. Его дивизия получила статус строевой и начала непосредственно воевать на фронте. В 1943 году численность зафронтовой агентуры «особого штаба» возросла более чем в 40 раз. Только на южном крыле советско-германского фронта территориальные контрразведывательные органы СССР выявили свыше 700 шпионов-зондерштабистов.
В конце 1943 года Смысловский отказался подписать Смоленское воззвание Русского комитета Власова. Вскоре он был обвинён немцами в поддержке Армии Крайовой, Народно-трудового союза и Украинской повстанческой армии. Также, в вину ему был поставлен отказ выдать Гестапо посетившего его штаб полковника Бульбу-Боровца. Смысловский был арестован. В декабре 1943 года дивизия была расформирована, при этом немцы лишились потока разведывательной информации. Смысловский полгода находился под следствием. После его окончания, руководитель «Зондерштаба-Р» был полностью реабилитирован и награждён орденом Германского орла.
В начале 1944 года немцы создали на базе бывшего «Зондерштаба-Р» ещё и «Особый штаб Ингвар» (Sonderstab Ingvar) во главе с бывшим сотрудником Б. А. Смысловского русским эмигрантом и майором СД Игорем Юнгом. «Штаб Ингвар» располагался в Минске (под «крышей» строительной фирмы Erbauer), а его резидентуры — в Барановичах и Борисове. Задачи этого подразделения ничем не отличались от «Особого штаба Р».
Исправляя свою ошибку, отдел Генштаба «Иностранные армии Востока» во главе с Р. Геленом, предложил Смысловскому в апреле 1944 вновь возглавить работу в тылу советских войск. Смысловский поставил перед немецким руководством условия, при выполнении которых он согласен был занять пост командира дивизии:
- Расширение русских военно-разведывательных формирований.
- Санкция на их существование от политического руководства нацистской Германии.
- Предоставление всех прав и средств для организации антисоветского партизанского движения на территории Советского Союза.
- Деятельность ограничивается только Восточным фронтом и ведётся только против СССР.[источник не указан 1242 дня]

Верховное командование Вермахта приняло эти условия и сформировало штаб особого назначения при ОКХ, передав Смысловскому 12 учебных батальонов.
В начале 1945 года Смысловский, используя своё влияние в немецком Генеральном штабе, добился приказа о передаче 3-й дивизии РОА под своё командование, чтобы вывести её с Восточного фронта в нейтральный Лихтенштейн. Однако командир дивизии генерал Шаповалов приказ Генштаба о передаче дивизии выполнить отказался.
4 апреля 1945 года, за несколько недель до окончания войны, дивизия Смысловского получила наименование 1-й Русской национальной армии, а её командир был произведён в генерал-майоры Вермахта.
В конце войны, 3 мая 1945 года Смысловский вывел свою часть (к которой по пути присоединился и претендент в наследники российского престола великий князь Владимир Кириллович) в Лихтенштейн, где она была интернирована на территории княжества, которое оставалось независимым и нейтральным государством во время войны. Великий князь и его свита под защиту Лихтенштейна приняты не были (как не входившие в состав Первой Русской национальной армии) и они убыли обратно в Австрию.

### После войны

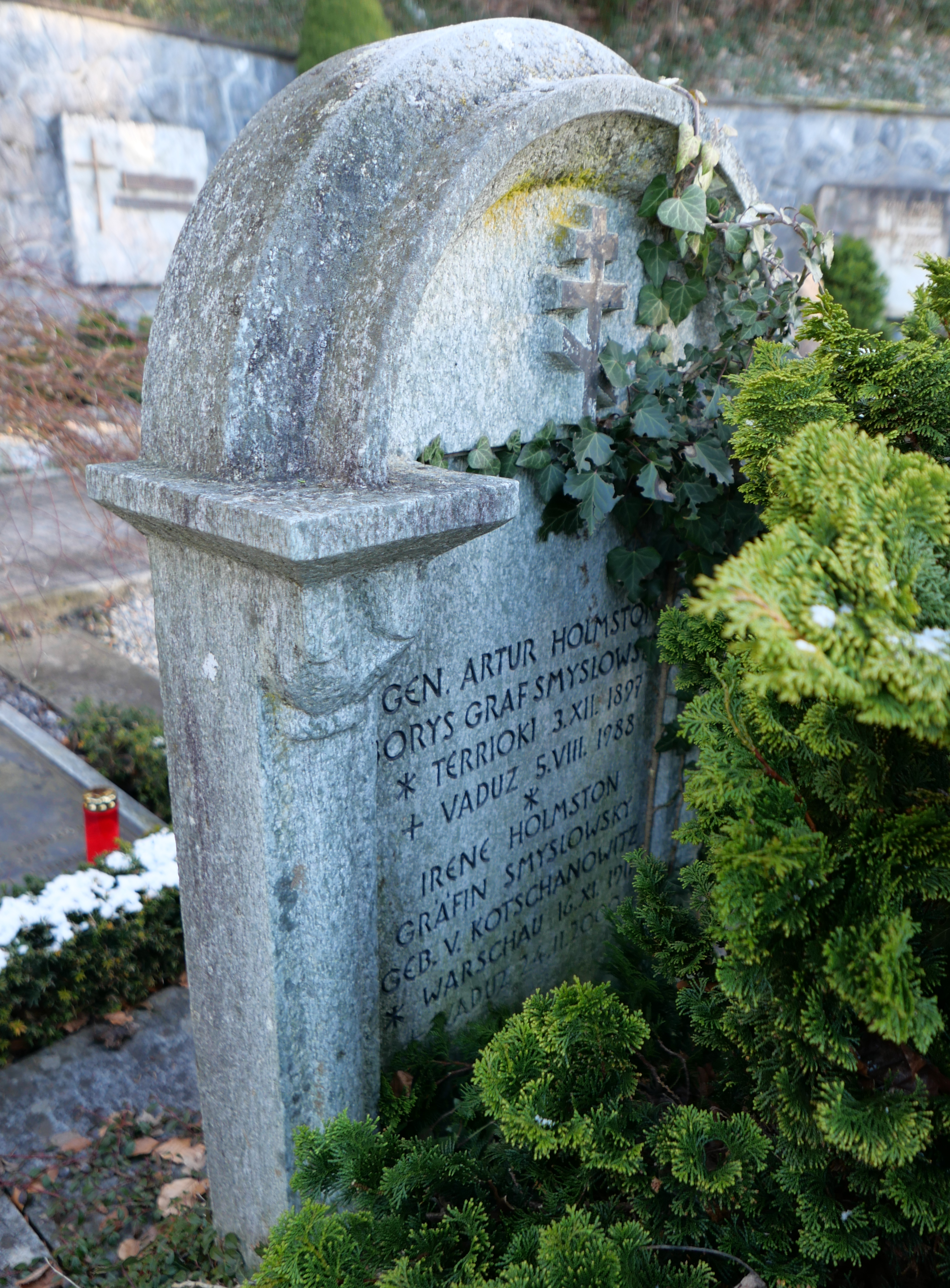
Могила Хольмстон-Смысловского в январе 2024, Вадуц (Лихтенштейн)

Лихтенштейн отказался выдать СССР Смысловского и его подчинённых, мотивировав это отсутствием юридической силы Ялтинского соглашения на территории Лихтенштейна как нейтрального государства. По утверждению Н. Д. Толстого, около половины бывших служащих 1-й РНА, которые поддались на уговоры советских представителей и приняли решение возвратиться в СССР, впоследствии, скорее всего, были казнены, во всяком случае об их судьбе более ничего не известно.
В 1948 году Б. А. Смысловский переехал в Аргентину, где тогда же основал Российское военно-освободительное движение имени генералиссимуса А. В. Суворова (т. н. «Суворовский союз»). В 1948—1955 годах был советником президента Перона по борьбе с терроризмом.
В 1956 году перебрался в США, а в 1966 году вернулся в Лихтенштейн, где и умер в 1988 году. В 1966—1973 годах был советником Генерального штаба Вооружённых сил ФРГ.
Б. А. Смысловский нашёл свое последнее пристанище будучи похороненным на кладбище города Вадуц (Лихтенштейн).

## Семья
Был женат трижды:
- Первый раз женился 1921 году в Польше на Александре Ивановой (1898—1975), уроженке Варшавы, дочери полковника Фёдора Георгиевича (1872—1942) и Зинаиды Сергеевны (ур. Гавловской; 1879—1942). Развод.
  - От этого брака — дочь Марина (1922, Варшава — 1998, Величка, Краковское воеводство). Её муж — С. Я. Шаронов 1920, хутор Атамановский (Область войска Донского) — 1959, хутор Атамановский (Волгоградская область)], рядовой РККА, позже — зондерфюрер «Зондерштаба-Р»; после фильтрационного лагеря поселился на родине. От этого брака — дочь Катаржина (Екатерина Семёновна) Смысловская (род. 1945, Краков).
- Около 1937—1938 годов женился в Польше на Евгении Микке (ок. 1900—1972). Брак этот был заключён по расчёту и долгим не был (в итоге, развод). Как офицеру Абвера, Смысловскому была нужна жена «фольксдойче», чтобы избежать подозрений, если германские разведывательные и политические органы проявят интерес к его личной жизни.
- Позже женился в третий раз на Ирине Николаевне Кочанович (v. Kotschanowitz; 1911, Варшава — 2000, Вадуц), художнице из Польши.

## Сочинения
- Auf magischen Wegen: der Ostfeldzug (Philosophie des Krieges). — Buenos Aires, 1948, 148 с.
- La guerra Nazi-Soviética; cómo se perdió y cómo se ganó. — Buenos Aires, 1948.
- Первая Русская национальная армия против СССР. Война и политика. — Вече, 2011. — 400 с. — ISBN 978-5-9533-6155-2.

## Награды

### Российская империя
- Орден Святой Анны III степени с мечами и бантом
- Орден Святого Станислава III степени с мечами и бантом
- Орден Святой Анны IV степени с надписью «За храбрость»

### Третий Рейх
- Знак отличия для восточных народов 1-го класса в серебре и в золоте с мечами
- Железный крест 2-го класса
- Орден Заслуг германского орла 2-го класса

## Фильм
Пребыванию Хольмстона-Смысловского и его подчинённых в Лихтенштейне посвящён художественный фильм «Ветер с востока» (Vent d’Est, Франция-Швейцария, 1992), где роль генерала исполняет Малкольм Макдауэлл.